# Siikajärvi (sjö i Finland, Lappland, lat 69,40, long 27,05)
Siikajärvi är en sjö i Finland. Den ligger i kommunen Enare i landskapet Lappland, i den norra delen av landet, 1 000 km norr om huvudstaden Helsingfors. Siikajärvi ligger 252,6 meter över havet. Omgivningarna runt Siikajärvi är i huvudsak ett öppet busklandskap. Arean är 94,3 hektar och strandlinjen är 13,97 kilometer lång. Sjön  ingår i Pasvik älvs huvudavrinningsområde. 